# 御津郡

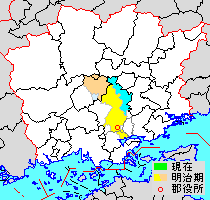
岡山県御津郡の位置（薄黄・薄水色：後に他郡に編入された区域 水色・薄水色：後に他郡から編入した区域）

御津郡（みつぐん）は、岡山県にあった郡。

## 郡域
1900年（明治33年）に行政区画として発足した当時の郡域は、下記の区域にあたる。
- 岡山市
  - 北区の一部（旭川以西のうち、概ね納所、川入、西花尻、東花尻、平野、延友より南西[1]および真星、上高田、山上、石妻、杉谷、日近、足守、下足守、上土田より北西[2]を除く）
  - 南区の一部（笹ヶ瀬川以東）
- 加賀郡吉備中央町の一部（尾原、和田、富永、加茂市場、高谷、平岡、上加茂、広面以東）
- 久米郡美咲町の一部（江与味）

## 歴史
- 明治33年（1900年）4月1日 - 郡制の施行により、御野郡・津高郡の区域をもって発足。以下の各村が所属。郡役所が石井村に設置。
  - 旧・御野郡（9村） - 牧石村、御野村、伊島村、石井村、大野村、鹿田村、今村、芳田村、福浜村（現・岡山市）
  - 旧・津高郡（22村） - 白石村、一宮村、馬屋下村、平津村、横井村、野谷村、馬屋上村、牧山村、宇垣村、金川村、上建部村、建部村、宇甘西村、宇甘東村（現・岡山市）、加茂村、福山村、長田村、上田村、富津村、豊岡村、新山村（現・加賀郡吉備中央町）、江与味村（現・加賀郡吉備中央町、久米郡美咲町）
- 明治37年（1904年）12月1日 - 上田村・富津村が合併して円城村が発足。（30村）
- 大正4年（1915年）11月1日 - 金川村が町制施行して金川町となる。（1町29村）
- 大正10年（1921年）3月1日（1町25村）
  - 伊島村・石井村・鹿田村および御野村の一部（北方・三野）が岡山市に編入。
  - 御野村の残部（宿）が牧石村に編入。
- 大正12年（1923年）4月1日 - 郡会が廃止。郡役所は存続。
- 大正15年（1926年）7月1日 - 郡役所が廃止。以降は地域区分名称となる。
- 昭和6年（1931年）4月1日 - 福浜村が岡山市に編入。（1町24村）
- 昭和7年（1932年）4月1日 - 加茂村・福山村が吉備郡菅谷村と合併して津賀村が発足。（1町23村）
- 昭和27年（1952年）4月1日 - 牧石村・大野村・白石村・今村・芳田村が岡山市に編入。（1町18村）
- 昭和28年（1953年）
  - 3月1日 - 牧山村の一部（高野字高野尻）が岡山市に編入。
  - 4月1日 - 牧山村・宇垣村・金川町・宇甘東村・宇甘西村が赤磐郡五城村・葛城村と合併して御津町が発足。（1町14村）
  - 7月1日（1町13村）
    - 江与味村の一部（江与味）が久米郡旭町に編入。
    - 江与味村の残部（杉谷・粟井谷）が新山村に編入。
    - 御津町の一部（高野）が野谷村に編入。
- 昭和29年（1954年）4月1日 - 御津町の一部（下牧・中牧）が岡山市に編入。
- 昭和30年（1955年）
  - 1月1日 - 一宮村・馬屋下村・平津村が合併して一宮町が発足。（2町10村）
  - 2月1日 - 上建部村・建部村が赤磐郡竹枝村と合併して建部町が発足。（3町8村）
  - 3月31日（4町2村）
    - 野谷村・馬屋上村が合併して津高村が発足。
    - 津賀村・長田村・円城村・豊岡村・新山村が合併して加茂川町が発足。
- 昭和31年（1956年）9月30日 - 御津町が赤磐郡布都美村の一部（石上・中畑の各一部）を編入。
- 昭和34年（1959年）2月1日 - 津高村・横井村が合併して津高町が発足。（5町）
- 昭和42年（1967年）1月15日 - 建部町が久米郡福渡町と合併し、改めて建部町が発足。
- 昭和46年（1971年）1月8日 - 一宮町・津高町が岡山市に編入。（3町）
- 平成16年（2004年）10月1日 - 加茂川町が上房郡賀陽町と合併して加賀郡吉備中央町が発足し、郡より離脱。（2町）
- 平成17年（2005年）3月22日 - 御津町が岡山市に編入。（1町）
- 平成19年（2007年）1月22日 - 建部町が岡山市に編入。同日御津郡消滅。

### 変遷表
| 1889年6月1日以前 | 1889年6月1日以前 | 1900年4月1日           | 1900年 - 1930年           | 1931年 - 終戦             | 戦後 - 1953年                            | 1954年 - 1955年            | 1956年 - 1969年            | 1970年 - 1988年           | 平成 - 2009年3月                | 2009年4月 -                          |
| ---------------- | ---------------- | ---------------------- | ------------------------- | ------------------------- | ---------------------------------------- | -------------------------- | -------------------------- | ------------------------- | ------------------------------- | ------------------------------------ |
| 御野郡           | 岡山区の 大部分  | 岡山市                 | 岡山市                    | 岡山市                    | 岡山市                                   | 岡山市                     | 岡山市                     | 岡山市                    | 岡山市                          | 政令市へ移行 岡山市北区 2009年4月1日 |
| 御野郡           | 岡山区の 大部分  | 石井村                 | 岡山市へ編入 1921年3月1日 | 岡山市                    | 岡山市                                   | 岡山市                     | 岡山市                     | 岡山市                    | 岡山市                          | 政令市へ移行 岡山市北区 2009年4月1日 |
| 御野郡           | 巌井村           | 石井村                 | 岡山市へ編入 1921年3月1日 | 岡山市                    | 岡山市                                   | 岡山市                     | 岡山市                     | 岡山市                    | 岡山市                          | 政令市へ移行 岡山市北区 2009年4月1日 |
| 御野郡           | 島田村           | 石井村                 | 岡山市へ編入 1921年3月1日 | 岡山市                    | 岡山市                                   | 岡山市                     | 岡山市                     | 岡山市                    | 岡山市                          | 政令市へ移行 岡山市北区 2009年4月1日 |
| 御野郡           | 上出石村の一部   | 石井村                 | 岡山市へ編入 1921年3月1日 | 岡山市                    | 岡山市                                   | 岡山市                     | 岡山市                     | 岡山市                    | 岡山市                          | 政令市へ移行 岡山市北区 2009年4月1日 |
| 御野郡           | 下出石村の一部   | 石井村                 | 岡山市へ編入 1921年3月1日 | 岡山市                    | 岡山市                                   | 岡山市                     | 岡山市                     | 岡山市                    | 岡山市                          | 政令市へ移行 岡山市北区 2009年4月1日 |
| 御野郡           | 津島村           | 伊島村                 | 岡山市へ編入 1921年3月1日 | 岡山市                    | 岡山市                                   | 岡山市                     | 岡山市                     | 岡山市                    | 岡山市                          | 政令市へ移行 岡山市北区 2009年4月1日 |
| 御野郡           | 万成村           | 伊島村                 | 岡山市へ編入 1921年3月1日 | 岡山市                    | 岡山市                                   | 岡山市                     | 岡山市                     | 岡山市                    | 岡山市                          | 政令市へ移行 岡山市北区 2009年4月1日 |
| 御野郡           | 上伊福村         | 伊島村                 | 岡山市へ編入 1921年3月1日 | 岡山市                    | 岡山市                                   | 岡山市                     | 岡山市                     | 岡山市                    | 岡山市                          | 政令市へ移行 岡山市北区 2009年4月1日 |
| 御野郡           | 大供村           | 鹿田村                 | 岡山市へ編入 1921年3月1日 | 岡山市                    | 岡山市                                   | 岡山市                     | 岡山市                     | 岡山市                    | 岡山市                          | 政令市へ移行 岡山市北区 2009年4月1日 |
| 御野郡           | 東古松村         | 鹿田村                 | 岡山市へ編入 1921年3月1日 | 岡山市                    | 岡山市                                   | 岡山市                     | 岡山市                     | 岡山市                    | 岡山市                          | 政令市へ移行 岡山市北区 2009年4月1日 |
| 御野郡           | 西古松村         | 鹿田村                 | 岡山市へ編入 1921年3月1日 | 岡山市                    | 岡山市                                   | 岡山市                     | 岡山市                     | 岡山市                    | 岡山市                          | 政令市へ移行 岡山市北区 2009年4月1日 |
| 御野郡           | 岡村             | 鹿田村                 | 岡山市へ編入 1921年3月1日 | 岡山市                    | 岡山市                                   | 岡山市                     | 岡山市                     | 岡山市                    | 岡山市                          | 政令市へ移行 岡山市北区 2009年4月1日 |
| 御野郡           | 内田村           | 鹿田村                 | 岡山市へ編入 1921年3月1日 | 岡山市                    | 岡山市                                   | 岡山市                     | 岡山市                     | 岡山市                    | 岡山市                          | 政令市へ移行 岡山市北区 2009年4月1日 |
| 御野郡           | 浜野村           | 福浜村                 | 福浜村                    | 岡山市へ編入 1931年4月1日 | 岡山市                                   | 岡山市                     | 岡山市                     | 岡山市                    | 岡山市                          | 政令市へ移行 岡山市南区 2009年4月1日 |
| 御野郡           | 福富村           | 福浜村                 | 福浜村                    | 岡山市へ編入 1931年4月1日 | 岡山市                                   | 岡山市                     | 岡山市                     | 岡山市                    | 岡山市                          | 政令市へ移行 岡山市南区 2009年4月1日 |
| 御野郡           | 洲崎村           | 福浜村                 | 福浜村                    | 岡山市へ編入 1931年4月1日 | 岡山市                                   | 岡山市                     | 岡山市                     | 岡山市                    | 岡山市                          | 政令市へ移行 岡山市南区 2009年4月1日 |
| 御野郡           | 福島村           | 福浜村                 | 福浜村                    | 岡山市へ編入 1931年4月1日 | 岡山市                                   | 岡山市                     | 岡山市                     | 岡山市                    | 岡山市                          | 政令市へ移行 岡山市南区 2009年4月1日 |
| 御野郡           | 福成村           | 福浜村                 | 福浜村                    | 岡山市へ編入 1931年4月1日 | 岡山市                                   | 岡山市                     | 岡山市                     | 岡山市                    | 岡山市                          | 政令市へ移行 岡山市南区 2009年4月1日 |
| 御野郡           | 福田村           | 福浜村                 | 福浜村                    | 岡山市へ編入 1931年4月1日 | 岡山市                                   | 岡山市                     | 岡山市                     | 岡山市                    | 岡山市                          | 政令市へ移行 岡山市南区 2009年4月1日 |
| 御野郡           | 原村             | 牧石村                 | 牧石村                    | 牧石村                    | 岡山市へ編入 1952年4月1日                | 岡山市                     | 岡山市                     | 岡山市                    | 岡山市                          | 政令市へ移行 岡山市北区 2009年4月1日 |
| 御野郡           | 中原村           | 牧石村                 | 牧石村                    | 牧石村                    | 岡山市へ編入 1952年4月1日                | 岡山市                     | 岡山市                     | 岡山市                    | 岡山市                          | 政令市へ移行 岡山市北区 2009年4月1日 |
| 御野郡           | 玉柏村           | 牧石村                 | 牧石村                    | 牧石村                    | 岡山市へ編入 1952年4月1日                | 岡山市                     | 岡山市                     | 岡山市                    | 岡山市                          | 政令市へ移行 岡山市北区 2009年4月1日 |
| 御野郡           | 畑鮎村           | 牧石村                 | 牧石村                    | 牧石村                    | 岡山市へ編入 1952年4月1日                | 岡山市                     | 岡山市                     | 岡山市                    | 岡山市                          | 政令市へ移行 岡山市北区 2009年4月1日 |
| 御野郡           | 高柳村           | 大野村                 | 大野村                    | 大野村                    | 岡山市へ編入 1952年4月1日                | 岡山市                     | 岡山市                     | 岡山市                    | 岡山市                          | 政令市へ移行 岡山市北区 2009年4月1日 |
| 御野郡           | 大安寺村         | 大野村                 | 大野村                    | 大野村                    | 岡山市へ編入 1952年4月1日                | 岡山市                     | 岡山市                     | 岡山市                    | 岡山市                          | 政令市へ移行 岡山市北区 2009年4月1日 |
| 御野郡           | 野田村           | 大野村                 | 大野村                    | 大野村                    | 岡山市へ編入 1952年4月1日                | 岡山市                     | 岡山市                     | 岡山市                    | 岡山市                          | 政令市へ移行 岡山市北区 2009年4月1日 |
| 御野郡           | 北長瀬村         | 大野村                 | 大野村                    | 大野村                    | 岡山市へ編入 1952年4月1日                | 岡山市                     | 岡山市                     | 岡山市                    | 岡山市                          | 政令市へ移行 岡山市北区 2009年4月1日 |
| 御野郡           | 野殿村           | 大野村                 | 大野村                    | 大野村                    | 岡山市へ編入 1952年4月1日                | 岡山市                     | 岡山市                     | 岡山市                    | 岡山市                          | 政令市へ移行 岡山市北区 2009年4月1日 |
| 御野郡           | 今村             | 今村                   | 今村                      | 今村                      | 岡山市へ編入 1952年4月1日                | 岡山市                     | 岡山市                     | 岡山市                    | 岡山市                          | 政令市へ移行 岡山市北区 2009年4月1日 |
| 御野郡           | 上中野村         | 今村                   | 今村                      | 今村                      | 岡山市へ編入 1952年4月1日                | 岡山市                     | 岡山市                     | 岡山市                    | 岡山市                          | 政令市へ移行 岡山市北区 2009年4月1日 |
| 御野郡           | 下中野村         | 今村                   | 今村                      | 今村                      | 岡山市へ編入 1952年4月1日                | 岡山市                     | 岡山市                     | 岡山市                    | 岡山市                          | 政令市へ移行 岡山市北区 2009年4月1日 |
| 御野郡           | 中仙道村         | 今村                   | 今村                      | 今村                      | 岡山市へ編入 1952年4月1日                | 岡山市                     | 岡山市                     | 岡山市                    | 岡山市                          | 政令市へ移行 岡山市北区 2009年4月1日 |
| 御野郡           | 西長瀬村         | 今村                   | 今村                      | 今村                      | 岡山市へ編入 1952年4月1日                | 岡山市                     | 岡山市                     | 岡山市                    | 岡山市                          | 政令市へ移行 岡山市北区 2009年4月1日 |
| 御野郡           | 田中村           | 今村                   | 今村                      | 今村                      | 岡山市へ編入 1952年4月1日                | 岡山市                     | 岡山市                     | 岡山市                    | 岡山市                          | 政令市へ移行 岡山市北区 2009年4月1日 |
| 御野郡           | 辰巳村           | 今村                   | 今村                      | 今村                      | 岡山市へ編入 1952年4月1日                | 岡山市                     | 岡山市                     | 岡山市                    | 岡山市                          | 政令市へ移行 岡山市北区 2009年4月1日 |
| 御野郡           | 平田村           | 今村                   | 今村                      | 今村                      | 岡山市へ編入 1952年4月1日                | 岡山市                     | 岡山市                     | 岡山市                    | 岡山市                          | 政令市へ移行 岡山市北区 2009年4月1日 |
| 御野郡           | 当新田村         | 芳田村                 | 芳田村                    | 芳田村                    | 岡山市へ編入 1952年4月1日                | 岡山市                     | 岡山市                     | 岡山市                    | 岡山市                          | 政令市へ移行 岡山市南区 2009年4月1日 |
| 御野郡           | 泉田村           | 芳田村                 | 芳田村                    | 芳田村                    | 岡山市へ編入 1952年4月1日                | 岡山市                     | 岡山市                     | 岡山市                    | 岡山市                          | 政令市へ移行 岡山市南区 2009年4月1日 |
| 御野郡           | 万倍村           | 芳田村                 | 芳田村                    | 芳田村                    | 岡山市へ編入 1952年4月1日                | 岡山市                     | 岡山市                     | 岡山市                    | 岡山市                          | 政令市へ移行 岡山市南区 2009年4月1日 |
| 御野郡           | 米倉村           | 芳田村                 | 芳田村                    | 芳田村                    | 岡山市へ編入 1952年4月1日                | 岡山市                     | 岡山市                     | 岡山市                    | 岡山市                          | 政令市へ移行 岡山市南区 2009年4月1日 |
| 御野郡           | 西市村           | 芳田村                 | 芳田村                    | 芳田村                    | 岡山市へ編入 1952年4月1日                | 岡山市                     | 岡山市                     | 岡山市                    | 岡山市                          | 政令市へ移行 岡山市南区 2009年4月1日 |
| 御野郡           | 新保村           | 芳田村                 | 芳田村                    | 芳田村                    | 岡山市へ編入 1952年4月1日                | 岡山市                     | 岡山市                     | 岡山市                    | 岡山市                          | 政令市へ移行 岡山市南区 2009年4月1日 |
| 御野郡           | 富田村           | 芳田村                 | 芳田村                    | 芳田村                    | 岡山市へ編入 1952年4月1日                | 岡山市                     | 岡山市                     | 岡山市                    | 岡山市                          | 政令市へ移行 岡山市南区 2009年4月1日 |
| 御野郡           | 北方村           | 御野村                 | 岡山市へ編入 1921年3月1日 | 岡山市                    | 岡山市                                   | 岡山市                     | 岡山市                     | 岡山市                    | 岡山市                          | 政令市へ移行 岡山市北区 2009年4月1日 |
| 御野郡           | 三野村           | 御野村                 | 岡山市へ編入 1921年3月1日 | 岡山市                    | 岡山市                                   | 岡山市                     | 岡山市                     | 岡山市                    | 岡山市                          | 政令市へ移行 岡山市北区 2009年4月1日 |
| 御野郡           | 宿村             | 御野村                 | 牧石村へ編入 1921年       | 牧石村                    | 岡山市へ編入 1952年4月1日                | 岡山市                     | 岡山市                     | 岡山市                    | 岡山市                          | 政令市へ移行 岡山市北区 2009年4月1日 |
| 御野郡           | 南方村の一部     | 御野村                 | 岡山市へ編入 1899年       | 岡山市                    | 岡山市へ編入 1952年4月1日                | 岡山市                     | 岡山市                     | 岡山市                    | 岡山市                          | 政令市へ移行 岡山市北区 2009年4月1日 |
| 御野郡           | 岡山区の一部     | 御野村                 | 岡山市へ編入 1899年       | 岡山市                    | 岡山市へ編入 1952年4月1日                | 岡山市                     | 岡山市                     | 岡山市                    | 岡山市                          | 政令市へ移行 岡山市北区 2009年4月1日 |
| 津高郡           | 白石村           | 白石村                 | 白石村                    | 白石村                    | 岡山市へ編入 1952年4月1日                | 岡山市                     | 岡山市                     | 岡山市                    | 岡山市                          | 政令市へ移行 岡山市北区 2009年4月1日 |
| 津高郡           | 今保村           | 白石村                 | 白石村                    | 白石村                    | 岡山市へ編入 1952年4月1日                | 岡山市                     | 岡山市                     | 岡山市                    | 岡山市                          | 政令市へ移行 岡山市北区 2009年4月1日 |
| 津高郡           | 久米村           | 白石村                 | 白石村                    | 白石村                    | 岡山市へ編入 1952年4月1日                | 岡山市                     | 岡山市                     | 岡山市                    | 岡山市                          | 政令市へ移行 岡山市北区 2009年4月1日 |
| 津高郡           | 花尻村           | 白石村                 | 白石村                    | 白石村                    | 岡山市へ編入 1952年4月1日                | 岡山市                     | 岡山市                     | 岡山市                    | 岡山市                          | 政令市へ移行 岡山市北区 2009年4月1日 |
| 津高郡           | 高野村           | 牧山村                 | 牧山村                    | 牧山村                    | 岡山市へ編入 1953年4月1日                | 岡山市                     | 岡山市                     | 岡山市                    | 岡山市                          | 政令市へ移行 岡山市北区 2009年4月1日 |
| 津高郡           | 高野村           | 牧山村                 | 牧山村                    | 牧山村                    | （御津町） （野谷村へ編入） 1953年7月1日 | （津高村） 1955年3月31日   | （津高町） 1959年2月1日    | 岡山市へ編入 1971年1月8日 | 岡山市                          | 政令市へ移行 岡山市北区 2009年4月1日 |
| 津高郡           | 北野村           | 牧山村                 | 牧山村                    | 牧山村                    | （御津町） （野谷村へ編入） 1953年7月1日 | （津高村） 1955年3月31日   | （津高町） 1959年2月1日    | 岡山市へ編入 1971年1月8日 | 岡山市                          | 政令市へ移行 岡山市北区 2009年4月1日 |
| 津高郡           | 中山村           | 牧山村                 | 牧山村                    | 牧山村                    | （御津町） （野谷村へ編入） 1953年7月1日 | （津高村） 1955年3月31日   | （津高町） 1959年2月1日    | 岡山市へ編入 1971年1月8日 | 岡山市                          | 政令市へ移行 岡山市北区 2009年4月1日 |
| 津高郡           | 下牧村           | 牧山村                 | 牧山村                    | 牧山村                    | （御津町） （野谷村へ編入） 1953年7月1日 | （津高村） 1955年3月31日   | （津高町） 1959年2月1日    | 岡山市へ編入 1971年1月8日 | 岡山市                          | 政令市へ移行 岡山市北区 2009年4月1日 |
| 津高郡           | 中牧村           | 牧山村                 | 牧山村                    | 牧山村                    | （御津町） （野谷村へ編入） 1953年7月1日 | 岡山市へ編入 1954年4月1日  | 岡山市                     | 岡山市                    | 岡山市                          | 政令市へ移行 岡山市北区 2009年4月1日 |
| 津高郡           | 中牧村           | 牧山村                 | 牧山村                    | 牧山村                    | （御津町）                               | 御津町                     | 御津町                     | 御津町                    | 岡山市へ編入 2005年3月22日      | 政令市へ移行 岡山市北区 2009年4月1日 |
| 津高郡           | 鹿瀬村           | 金川村                 | 金川町 1915年11月1日      | 金川町                    | 御津町 1953年4月1日                      | 御津町                     | 御津町                     | 御津町                    | 岡山市へ編入 2005年3月22日      | 政令市へ移行 岡山市北区 2009年4月1日 |
| 津高郡           | 草生村           | 金川村                 | 金川町 1915年11月1日      | 金川町                    | 御津町 1953年4月1日                      | 御津町                     | 御津町                     | 御津町                    | 岡山市へ編入 2005年3月22日      | 政令市へ移行 岡山市北区 2009年4月1日 |
| 津高郡           | 金川村           | 金川村                 | 金川町 1915年11月1日      | 金川町                    | 御津町 1953年4月1日                      | 御津町                     | 御津町                     | 御津町                    | 岡山市へ編入 2005年3月22日      | 政令市へ移行 岡山市北区 2009年4月1日 |
| 津高郡           | 宇垣村           | 宇垣村                 | 宇垣村                    | 宇垣村                    | 御津町 1953年4月1日                      | 御津町                     | 御津町                     | 御津町                    | 岡山市へ編入 2005年3月22日      | 政令市へ移行 岡山市北区 2009年4月1日 |
| 津高郡           | 河内村           | 宇垣村                 | 宇垣村                    | 宇垣村                    | 御津町 1953年4月1日                      | 御津町                     | 御津町                     | 御津町                    | 岡山市へ編入 2005年3月22日      | 政令市へ移行 岡山市北区 2009年4月1日 |
| 津高郡           | 吉尾村           | 宇垣村                 | 宇垣村                    | 宇垣村                    | 御津町 1953年4月1日                      | 御津町                     | 御津町                     | 御津町                    | 岡山市へ編入 2005年3月22日      | 政令市へ移行 岡山市北区 2009年4月1日 |
| 津高郡           | 野々口村         | 宇垣村                 | 宇垣村                    | 宇垣村                    | 御津町 1953年4月1日                      | 御津町                     | 御津町                     | 御津町                    | 岡山市へ編入 2005年3月22日      | 政令市へ移行 岡山市北区 2009年4月1日 |
| 津高郡           | 虎倉村           | 宇甘西村               | 宇甘西村                  | 宇甘西村                  | 御津町 1953年4月1日                      | 御津町                     | 御津町                     | 御津町                    | 岡山市へ編入 2005年3月22日      | 政令市へ移行 岡山市北区 2009年4月1日 |
| 津高郡           | 紙工村           | 宇甘西村               | 宇甘西村                  | 宇甘西村                  | 御津町 1953年4月1日                      | 御津町                     | 御津町                     | 御津町                    | 岡山市へ編入 2005年3月22日      | 政令市へ移行 岡山市北区 2009年4月1日 |
| 津高郡           | 勝尾村           | 宇甘西村               | 宇甘西村                  | 宇甘西村                  | 御津町 1953年4月1日                      | 御津町                     | 御津町                     | 御津町                    | 岡山市へ編入 2005年3月22日      | 政令市へ移行 岡山市北区 2009年4月1日 |
| 津高郡           | 宇甘村           | 宇甘東村               | 宇甘東村                  | 宇甘東村                  | 御津町 1953年4月1日                      | 御津町                     | 御津町                     | 御津町                    | 岡山市へ編入 2005年3月22日      | 政令市へ移行 岡山市北区 2009年4月1日 |
| 津高郡           | 中泉村           | 宇甘東村               | 宇甘東村                  | 宇甘東村                  | 御津町 1953年4月1日                      | 御津町                     | 御津町                     | 御津町                    | 岡山市へ編入 2005年3月22日      | 政令市へ移行 岡山市北区 2009年4月1日 |
| 津高郡           | 高津村           | 宇甘東村               | 宇甘東村                  | 宇甘東村                  | 御津町 1953年4月1日                      | 御津町                     | 御津町                     | 御津町                    | 岡山市へ編入 2005年3月22日      | 政令市へ移行 岡山市北区 2009年4月1日 |
| 津高郡           | 下田村           | 宇甘東村               | 宇甘東村                  | 宇甘東村                  | 御津町 1953年4月1日                      | 御津町                     | 御津町                     | 御津町                    | 岡山市へ編入 2005年3月22日      | 政令市へ移行 岡山市北区 2009年4月1日 |
| 赤坂郡           | 伊田村           | 赤磐郡 五城村          | 赤磐郡 五城村             | 赤磐郡 五城村             | 御津町 1953年4月1日                      | 御津町                     | 御津町                     | 御津町                    | 岡山市へ編入 2005年3月22日      | 政令市へ移行 岡山市北区 2009年4月1日 |
| 赤坂郡           | 矢原村           | 赤磐郡 五城村          | 赤磐郡 五城村             | 赤磐郡 五城村             | 御津町 1953年4月1日                      | 御津町                     | 御津町                     | 御津町                    | 岡山市へ編入 2005年3月22日      | 政令市へ移行 岡山市北区 2009年4月1日 |
| 赤坂郡           | 新庄村           | 赤磐郡 五城村          | 赤磐郡 五城村             | 赤磐郡 五城村             | 御津町 1953年4月1日                      | 御津町                     | 御津町                     | 御津町                    | 岡山市へ編入 2005年3月22日      | 政令市へ移行 岡山市北区 2009年4月1日 |
| 赤坂郡           | 矢知村           | 赤磐郡 五城村          | 赤磐郡 五城村             | 赤磐郡 五城村             | 御津町 1953年4月1日                      | 御津町                     | 御津町                     | 御津町                    | 岡山市へ編入 2005年3月22日      | 政令市へ移行 岡山市北区 2009年4月1日 |
| 赤坂郡           | 平岡村           | 赤磐郡 五城村          | 赤磐郡 五城村             | 赤磐郡 五城村             | 御津町 1953年4月1日                      | 御津町                     | 御津町                     | 御津町                    | 岡山市へ編入 2005年3月22日      | 政令市へ移行 岡山市北区 2009年4月1日 |
| 赤坂郡           | 国ケ原村         | 赤磐郡 葛城村          | 赤磐郡 葛城村             | 赤磐郡 葛城村             | 御津町 1953年4月1日                      | 御津町                     | 御津町                     | 御津町                    | 岡山市へ編入 2005年3月22日      | 政令市へ移行 岡山市北区 2009年4月1日 |
| 赤坂郡           | 川高村           | 赤磐郡 葛城村          | 赤磐郡 葛城村             | 赤磐郡 葛城村             | 御津町 1953年4月1日                      | 御津町                     | 御津町                     | 御津町                    | 岡山市へ編入 2005年3月22日      | 政令市へ移行 岡山市北区 2009年4月1日 |
| 赤坂郡           | 芳谷村           | 赤磐郡 葛城村          | 赤磐郡 葛城村             | 赤磐郡 葛城村             | 御津町 1953年4月1日                      | 御津町                     | 御津町                     | 御津町                    | 岡山市へ編入 2005年3月22日      | 政令市へ移行 岡山市北区 2009年4月1日 |
| 赤坂郡           | 中畑村の大部分   | 赤磐郡 布都美村の 一部 | 赤磐郡 布都美村の 一部    | 赤磐郡 布都美村の 一部    | 赤磐郡 布都美村の 一部                   | 赤磐郡 布都美村の 一部     | 御津町へ編入 1956年9月30日 | 御津町                    | 岡山市へ編入 2005年3月22日      | 政令市へ移行 岡山市北区 2009年4月1日 |
| 赤坂郡           | 石上村の大部分   | 赤磐郡 布都美村の 一部 | 赤磐郡 布都美村の 一部    | 赤磐郡 布都美村の 一部    | 赤磐郡 布都美村の 一部                   | 赤磐郡 布都美村の 一部     | 御津町へ編入 1956年9月30日 | 御津町                    | 岡山市へ編入 2005年3月22日      | 政令市へ移行 岡山市北区 2009年4月1日 |
| 津高郡           | 尾上村           | 一宮村                 | 一宮村                    | 一宮村                    | 一宮村                                   | 一宮町 1955年1月1日        | 一宮町                     | 岡山市へ編入 1971年1月8日 | 岡山市                          | 政令市へ移行 岡山市北区 2009年4月1日 |
| 津高郡           | 辛川市場村       | 一宮村                 | 一宮村                    | 一宮村                    | 一宮村                                   | 一宮町 1955年1月1日        | 一宮町                     | 岡山市へ編入 1971年1月8日 | 岡山市                          | 政令市へ移行 岡山市北区 2009年4月1日 |
| 津高郡           | 西辛川村         | 一宮村                 | 一宮村                    | 一宮村                    | 一宮村                                   | 一宮町 1955年1月1日        | 一宮町                     | 岡山市へ編入 1971年1月8日 | 岡山市                          | 政令市へ移行 岡山市北区 2009年4月1日 |
| 津高郡           | 一宮村           | 一宮村                 | 一宮村                    | 一宮村                    | 一宮村                                   | 一宮町 1955年1月1日        | 一宮町                     | 岡山市へ編入 1971年1月8日 | 岡山市                          | 政令市へ移行 岡山市北区 2009年4月1日 |
| 津高郡           | 首部村           | 平津村                 | 平津村                    | 平津村                    | 平津村                                   | 一宮町 1955年1月1日        | 一宮町                     | 岡山市へ編入 1971年1月8日 | 岡山市                          | 政令市へ移行 岡山市北区 2009年4月1日 |
| 津高郡           | 楢津村           | 平津村                 | 平津村                    | 平津村                    | 平津村                                   | 一宮町 1955年1月1日        | 一宮町                     | 岡山市へ編入 1971年1月8日 | 岡山市                          | 政令市へ移行 岡山市北区 2009年4月1日 |
| 津高郡           | 佐山村           | 平津村                 | 平津村                    | 平津村                    | 平津村                                   | 一宮町 1955年1月1日        | 一宮町                     | 岡山市へ編入 1971年1月8日 | 岡山市                          | 政令市へ移行 岡山市北区 2009年4月1日 |
| 津高郡           | 今岡村           | 平津村                 | 平津村                    | 平津村                    | 平津村                                   | 一宮町 1955年1月1日        | 一宮町                     | 岡山市へ編入 1971年1月8日 | 岡山市                          | 政令市へ移行 岡山市北区 2009年4月1日 |
| 津高郡           | 山崎村           | 平津村                 | 平津村                    | 平津村                    | 平津村                                   | 一宮町 1955年1月1日        | 一宮町                     | 岡山市へ編入 1971年1月8日 | 岡山市                          | 政令市へ移行 岡山市北区 2009年4月1日 |
| 津高郡           | 松尾村           | 馬屋下村               | 馬屋下村                  | 馬屋下村                  | 馬屋下村                                 | 一宮町 1955年1月1日        | 一宮町                     | 岡山市へ編入 1971年1月8日 | 岡山市                          | 政令市へ移行 岡山市北区 2009年4月1日 |
| 津高郡           | 大窪村           | 馬屋下村               | 馬屋下村                  | 馬屋下村                  | 馬屋下村                                 | 一宮町 1955年1月1日        | 一宮町                     | 岡山市へ編入 1971年1月8日 | 岡山市                          | 政令市へ移行 岡山市北区 2009年4月1日 |
| 津高郡           | 芳賀村           | 馬屋下村               | 馬屋下村                  | 馬屋下村                  | 馬屋下村                                 | 一宮町 1955年1月1日        | 一宮町                     | 岡山市へ編入 1971年1月8日 | 岡山市                          | 政令市へ移行 岡山市北区 2009年4月1日 |
| 津高郡           | 福谷村           | 馬屋下村               | 馬屋下村                  | 馬屋下村                  | 馬屋下村                                 | 一宮町 1955年1月1日        | 一宮町                     | 岡山市へ編入 1971年1月8日 | 岡山市                          | 政令市へ移行 岡山市北区 2009年4月1日 |
| 津高郡           | 長尾村           | 馬屋下村               | 馬屋下村                  | 馬屋下村                  | 馬屋下村                                 | 一宮町 1955年1月1日        | 一宮町                     | 岡山市へ編入 1971年1月8日 | 岡山市                          | 政令市へ移行 岡山市北区 2009年4月1日 |
| 津高郡           | 横尾村           | 馬屋下村               | 馬屋下村                  | 馬屋下村                  | 馬屋下村                                 | 一宮町 1955年1月1日        | 一宮町                     | 岡山市へ編入 1971年1月8日 | 岡山市                          | 政令市へ移行 岡山市北区 2009年4月1日 |
| 津高郡           | 栢谷村           | 野谷村                 | 野谷村                    | 野谷村                    | 野谷村                                   | 津高村 1955年3月1日        | 津高町 1959年2月1日        | 岡山市へ編入 1971年1月8日 | 岡山市                          | 政令市へ移行 岡山市北区 2009年4月1日 |
| 津高郡           | 菅野村           | 野谷村                 | 野谷村                    | 野谷村                    | 野谷村                                   | 津高村 1955年3月1日        | 津高町 1959年2月1日        | 岡山市へ編入 1971年1月8日 | 岡山市                          | 政令市へ移行 岡山市北区 2009年4月1日 |
| 津高郡           | 吉宗村           | 野谷村                 | 野谷村                    | 野谷村                    | 野谷村                                   | 津高村 1955年3月1日        | 津高町 1959年2月1日        | 岡山市へ編入 1971年1月8日 | 岡山市                          | 政令市へ移行 岡山市北区 2009年4月1日 |
| 津高郡           | 富吉村           | 馬屋上村               | 馬屋上村                  | 馬屋上村                  | 馬屋上村                                 | 津高村 1955年3月1日        | 津高町 1959年2月1日        | 岡山市へ編入 1971年1月8日 | 岡山市                          | 政令市へ移行 岡山市北区 2009年4月1日 |
| 津高郡           | 三和村           | 馬屋上村               | 馬屋上村                  | 馬屋上村                  | 馬屋上村                                 | 津高村 1955年3月1日        | 津高町 1959年2月1日        | 岡山市へ編入 1971年1月8日 | 岡山市                          | 政令市へ移行 岡山市北区 2009年4月1日 |
| 津高郡           | 日応寺村         | 馬屋上村               | 馬屋上村                  | 馬屋上村                  | 馬屋上村                                 | 津高村 1955年3月1日        | 津高町 1959年2月1日        | 岡山市へ編入 1971年1月8日 | 岡山市                          | 政令市へ移行 岡山市北区 2009年4月1日 |
| 津高郡           | 田原村           | 馬屋上村               | 馬屋上村                  | 馬屋上村                  | 馬屋上村                                 | 津高村 1955年3月1日        | 津高町 1959年2月1日        | 岡山市へ編入 1971年1月8日 | 岡山市                          | 政令市へ移行 岡山市北区 2009年4月1日 |
| 津高郡           | 中原村           | 横井村                 | 横井村                    | 横井村                    | 横井村                                   | 横井村                     | 津高町 1959年2月1日        | 岡山市へ編入 1971年1月8日 | 岡山市                          | 政令市へ移行 岡山市北区 2009年4月1日 |
| 津高郡           | 富原村           | 横井村                 | 横井村                    | 横井村                    | 横井村                                   | 横井村                     | 津高町 1959年2月1日        | 岡山市へ編入 1971年1月8日 | 岡山市                          | 政令市へ移行 岡山市北区 2009年4月1日 |
| 津高郡           | 横井上村         | 横井村                 | 横井村                    | 横井村                    | 横井村                                   | 横井村                     | 津高町 1959年2月1日        | 岡山市へ編入 1971年1月8日 | 岡山市                          | 政令市へ移行 岡山市北区 2009年4月1日 |
| 津高郡           | 田益村           | 横井村                 | 横井村                    | 横井村                    | 横井村                                   | 横井村                     | 津高町 1959年2月1日        | 岡山市へ編入 1971年1月8日 | 岡山市                          | 政令市へ移行 岡山市北区 2009年4月1日 |
| 津高郡           | 市場村           | 建部村                 | 建部村                    | 建部村                    | 建部村                                   | 建部町 1955年2月1日        | 建部町 1967年1月15日       | 建部町                    | 岡山市へ編入 2007年1月22日      | 政令市へ移行 岡山市北区 2009年4月1日 |
| 津高郡           | 桜村             | 建部村                 | 建部村                    | 建部村                    | 建部村                                   | 建部町 1955年2月1日        | 建部町 1967年1月15日       | 建部町                    | 岡山市へ編入 2007年1月22日      | 政令市へ移行 岡山市北区 2009年4月1日 |
| 津高郡           | 西原村           | 建部村                 | 建部村                    | 建部村                    | 建部村                                   | 建部町 1955年2月1日        | 建部町 1967年1月15日       | 建部町                    | 岡山市へ編入 2007年1月22日      | 政令市へ移行 岡山市北区 2009年4月1日 |
| 津高郡           | 中田村           | 建部村                 | 建部村                    | 建部村                    | 建部村                                   | 建部町 1955年2月1日        | 建部町 1967年1月15日       | 建部町                    | 岡山市へ編入 2007年1月22日      | 政令市へ移行 岡山市北区 2009年4月1日 |
| 津高郡           | 品田村           | 上建部村               | 上建部村                  | 上建部村                  | 上建部村                                 | 建部町 1955年2月1日        | 建部町 1967年1月15日       | 建部町                    | 岡山市へ編入 2007年1月22日      | 政令市へ移行 岡山市北区 2009年4月1日 |
| 津高郡           | 多地子村         | 上建部村               | 上建部村                  | 上建部村                  | 上建部村                                 | 建部町 1955年2月1日        | 建部町 1967年1月15日       | 建部町                    | 岡山市へ編入 2007年1月22日      | 政令市へ移行 岡山市北区 2009年4月1日 |
| 津高郡           | 建部上村         | 上建部村               | 上建部村                  | 上建部村                  | 上建部村                                 | 建部町 1955年2月1日        | 建部町 1967年1月15日       | 建部町                    | 岡山市へ編入 2007年1月22日      | 政令市へ移行 岡山市北区 2009年4月1日 |
| 津高郡           | 富沢村           | 上建部村               | 上建部村                  | 上建部村                  | 上建部村                                 | 建部町 1955年2月1日        | 建部町 1967年1月15日       | 建部町                    | 岡山市へ編入 2007年1月22日      | 政令市へ移行 岡山市北区 2009年4月1日 |
| 津高郡           | 宮地村           | 上建部村               | 上建部村                  | 上建部村                  | 上建部村                                 | 建部町 1955年2月1日        | 建部町 1967年1月15日       | 建部町                    | 岡山市へ編入 2007年1月22日      | 政令市へ移行 岡山市北区 2009年4月1日 |
| 赤坂郡           | 大田村           | 赤磐郡 竹枝村          | 赤磐郡 竹枝村             | 赤磐郡 竹枝村             | 赤磐郡 竹枝村                            | 建部町 1955年2月1日        | 建部町 1967年1月15日       | 建部町                    | 岡山市へ編入 2007年1月22日      | 政令市へ移行 岡山市北区 2009年4月1日 |
| 赤坂郡           | 小倉村           | 赤磐郡 竹枝村          | 赤磐郡 竹枝村             | 赤磐郡 竹枝村             | 赤磐郡 竹枝村                            | 建部町 1955年2月1日        | 建部町 1967年1月15日       | 建部町                    | 岡山市へ編入 2007年1月22日      | 政令市へ移行 岡山市北区 2009年4月1日 |
| 赤坂郡           | 土師方村         | 赤磐郡 竹枝村          | 赤磐郡 竹枝村             | 赤磐郡 竹枝村             | 赤磐郡 竹枝村                            | 建部町 1955年2月1日        | 建部町 1967年1月15日       | 建部町                    | 岡山市へ編入 2007年1月22日      | 政令市へ移行 岡山市北区 2009年4月1日 |
| 赤坂郡           | 吉田村           | 赤磐郡 竹枝村          | 赤磐郡 竹枝村             | 赤磐郡 竹枝村             | 赤磐郡 竹枝村                            | 建部町 1955年2月1日        | 建部町 1967年1月15日       | 建部町                    | 岡山市へ編入 2007年1月22日      | 政令市へ移行 岡山市北区 2009年4月1日 |
| 久米南条郡       | 川口村           | 久米郡 福渡村          | 久米郡 福渡村             | 久米郡 福渡村             | 久米郡 福渡村                            | 久米郡 福渡町 1955年2月1日 | 建部町 1967年1月15日       | 建部町                    | 岡山市へ編入 2007年1月22日      | 政令市へ移行 岡山市北区 2009年4月1日 |
| 久米南条郡       | 下神目村         | 久米郡 福渡村          | 久米郡 福渡村             | 久米郡 福渡村             | 久米郡 福渡村                            | 久米郡 福渡町 1955年2月1日 | 建部町 1967年1月15日       | 建部町                    | 岡山市へ編入 2007年1月22日      | 政令市へ移行 岡山市北区 2009年4月1日 |
| 久米南条郡       | 福渡村           | 久米郡 福渡村          | 久米郡 福渡村             | 久米郡 福渡村             | 久米郡 福渡村                            | 久米郡 福渡町 1955年2月1日 | 建部町 1967年1月15日       | 建部町                    | 岡山市へ編入 2007年1月22日      | 政令市へ移行 岡山市北区 2009年4月1日 |
| 久米南条郡       | 豊楽寺村         | 久米郡 福渡村          | 久米郡 福渡村             | 久米郡 福渡村             | 久米郡 福渡村                            | 久米郡 福渡町 1955年2月1日 | 建部町 1967年1月15日       | 建部町                    | 岡山市へ編入 2007年1月22日      | 政令市へ移行 岡山市北区 2009年4月1日 |
| 久米北条郡       | 三明寺村         | 久米郡 鶴田村          | 久米郡 鶴田村             | 久米郡 鶴田村             | 久米郡 鶴田村                            | 久米郡 福渡町 1955年2月1日 | 建部町 1967年1月15日       | 建部町                    | 岡山市へ編入 2007年1月22日      | 政令市へ移行 岡山市北区 2009年4月1日 |
| 久米北条郡       | 角石畝村         | 久米郡 鶴田村          | 久米郡 鶴田村             | 久米郡 鶴田村             | 久米郡 鶴田村                            | 久米郡 福渡町 1955年2月1日 | 建部町 1967年1月15日       | 建部町                    | 岡山市へ編入 2007年1月22日      | 政令市へ移行 岡山市北区 2009年4月1日 |
| 久米北条郡       | 角石谷村         | 久米郡 鶴田村          | 久米郡 鶴田村             | 久米郡 鶴田村             | 久米郡 鶴田村                            | 久米郡 福渡町 1955年2月1日 | 建部町 1967年1月15日       | 建部町                    | 岡山市へ編入 2007年1月22日      | 政令市へ移行 岡山市北区 2009年4月1日 |
| 久米北条郡       | 和田南村         | 久米郡 鶴田村          | 久米郡 鶴田村             | 久米郡 鶴田村             | 久米郡 鶴田村                            | 久米郡 福渡町 1955年2月1日 | 建部町 1967年1月15日       | 建部町                    | 岡山市へ編入 2007年1月22日      | 政令市へ移行 岡山市北区 2009年4月1日 |
| 賀陽郡           | 竹部村           | 吉備郡 菅谷村          | 吉備郡 菅谷村             | 津賀村 1932年4月1日       | 津賀村                                   | 加茂川町 1955年3月31日     | 加茂川町                   | 加茂川町                  | 加賀郡 吉備中央町 2004年10月1日 | 加賀郡 吉備中央町                    |
| 賀陽郡           | 上野村           | 吉備郡 菅谷村          | 吉備郡 菅谷村             | 津賀村 1932年4月1日       | 津賀村                                   | 加茂川町 1955年3月31日     | 加茂川町                   | 加茂川町                  | 加賀郡 吉備中央町 2004年10月1日 | 加賀郡 吉備中央町                    |
| 津高郡           | 上賀茂村         | 加茂村                 | 加茂村                    | 津賀村 1932年4月1日       | 津賀村                                   | 加茂川町 1955年3月31日     | 加茂川町                   | 加茂川町                  | 加賀郡 吉備中央町 2004年10月1日 | 加賀郡 吉備中央町                    |
| 津高郡           | 下賀茂村         | 加茂村                 | 加茂村                    | 津賀村 1932年4月1日       | 津賀村                                   | 加茂川町 1955年3月31日     | 加茂川町                   | 加茂川町                  | 加賀郡 吉備中央町 2004年10月1日 | 加賀郡 吉備中央町                    |
| 津高郡           | 広面村           | 加茂村                 | 加茂村                    | 津賀村 1932年4月1日       | 津賀村                                   | 加茂川町 1955年3月31日     | 加茂川町                   | 加茂川町                  | 加賀郡 吉備中央町 2004年10月1日 | 加賀郡 吉備中央町                    |
| 津高郡           | 加茂市場村       | 福山村                 | 福山村                    | 津賀村 1932年4月1日       | 津賀村                                   | 加茂川町 1955年3月31日     | 加茂川町                   | 加茂川町                  | 加賀郡 吉備中央町 2004年10月1日 | 加賀郡 吉備中央町                    |
| 津高郡           | 美原村           | 福山村                 | 福山村                    | 津賀村 1932年4月1日       | 津賀村                                   | 加茂川町 1955年3月31日     | 加茂川町                   | 加茂川町                  | 加賀郡 吉備中央町 2004年10月1日 | 加賀郡 吉備中央町                    |
| 津高郡           | 高谷村           | 福山村                 | 福山村                    | 津賀村 1932年4月1日       | 津賀村                                   | 加茂川町 1955年3月31日     | 加茂川町                   | 加茂川町                  | 加賀郡 吉備中央町 2004年10月1日 | 加賀郡 吉備中央町                    |
| 津高郡           | 平岡村           | 福山村                 | 福山村                    | 津賀村 1932年4月1日       | 津賀村                                   | 加茂川町 1955年3月31日     | 加茂川町                   | 加茂川町                  | 加賀郡 吉備中央町 2004年10月1日 | 加賀郡 吉備中央町                    |
| 津高郡           | 高富村           | 富津村                 | 円城村 1904年12月1日      | 円城村                    | 円城村                                   | 加茂川町 1955年3月31日     | 加茂川町                   | 加茂川町                  | 加賀郡 吉備中央町 2004年10月1日 | 加賀郡 吉備中央町                    |
| 津高郡           | 神瀬村           | 富津村                 | 円城村 1904年12月1日      | 円城村                    | 円城村                                   | 加茂川町 1955年3月31日     | 加茂川町                   | 加茂川町                  | 加賀郡 吉備中央町 2004年10月1日 | 加賀郡 吉備中央町                    |
| 津高郡           | 船津村           | 富津村                 | 円城村 1904年12月1日      | 円城村                    | 円城村                                   | 加茂川町 1955年3月31日     | 加茂川町                   | 加茂川町                  | 加賀郡 吉備中央町 2004年10月1日 | 加賀郡 吉備中央町                    |
| 津高郡           | 小森村           | 富津村                 | 円城村 1904年12月1日      | 円城村                    | 円城村                                   | 加茂川町 1955年3月31日     | 加茂川町                   | 加茂川町                  | 加賀郡 吉備中央町 2004年10月1日 | 加賀郡 吉備中央町                    |
| 津高郡           | 三納谷村         | 上田村                 | 円城村 1904年12月1日      | 円城村                    | 円城村                                   | 加茂川町 1955年3月31日     | 加茂川町                   | 加茂川町                  | 加賀郡 吉備中央町 2004年10月1日 | 加賀郡 吉備中央町                    |
| 津高郡           | 細田村           | 上田村                 | 円城村 1904年12月1日      | 円城村                    | 円城村                                   | 加茂川町 1955年3月31日     | 加茂川町                   | 加茂川町                  | 加賀郡 吉備中央町 2004年10月1日 | 加賀郡 吉備中央町                    |
| 津高郡           | 上田西村         | 上田村                 | 円城村 1904年12月1日      | 円城村                    | 円城村                                   | 加茂川町 1955年3月31日     | 加茂川町                   | 加茂川町                  | 加賀郡 吉備中央町 2004年10月1日 | 加賀郡 吉備中央町                    |
| 津高郡           | 上田東村         | 上田村                 | 円城村 1904年12月1日      | 円城村                    | 円城村                                   | 加茂川町 1955年3月31日     | 加茂川町                   | 加茂川町                  | 加賀郡 吉備中央町 2004年10月1日 | 加賀郡 吉備中央町                    |
| 津高郡           | 円城村           | 上田村                 | 円城村 1904年12月1日      | 円城村                    | 円城村                                   | 加茂川町 1955年3月31日     | 加茂川町                   | 加茂川町                  | 加賀郡 吉備中央町 2004年10月1日 | 加賀郡 吉備中央町                    |
| 津高郡           | 案田村           | 上田村                 | 円城村 1904年12月1日      | 円城村                    | 円城村                                   | 加茂川町 1955年3月31日     | 加茂川町                   | 加茂川町                  | 加賀郡 吉備中央町 2004年10月1日 | 加賀郡 吉備中央町                    |
| 津高郡           | 富永村           | 長田村                 | 長田村                    | 長田村                    | 長田村                                   | 加茂川町 1955年3月31日     | 加茂川町                   | 加茂川町                  | 加賀郡 吉備中央町 2004年10月1日 | 加賀郡 吉備中央町                    |
| 津高郡           | 下土井村         | 長田村                 | 長田村                    | 長田村                    | 長田村                                   | 加茂川町 1955年3月31日     | 加茂川町                   | 加茂川町                  | 加賀郡 吉備中央町 2004年10月1日 | 加賀郡 吉備中央町                    |
| 津高郡           | 和田村           | 長田村                 | 長田村                    | 長田村                    | 長田村                                   | 加茂川町 1955年3月31日     | 加茂川町                   | 加茂川町                  | 加賀郡 吉備中央町 2004年10月1日 | 加賀郡 吉備中央町                    |
| 津高郡           | 井原村           | 長田村                 | 長田村                    | 長田村                    | 長田村                                   | 加茂川町 1955年3月31日     | 加茂川町                   | 加茂川町                  | 加賀郡 吉備中央町 2004年10月1日 | 加賀郡 吉備中央町                    |
| 津高郡           | 大木村           | 豊岡村                 | 豊岡村                    | 豊岡村                    | 豊岡村                                   | 加茂川町 1955年3月31日     | 加茂川町                   | 加茂川町                  | 加賀郡 吉備中央町 2004年10月1日 | 加賀郡 吉備中央町                    |
| 津高郡           | 三谷村           | 豊岡村                 | 豊岡村                    | 豊岡村                    | 豊岡村                                   | 加茂川町 1955年3月31日     | 加茂川町                   | 加茂川町                  | 加賀郡 吉備中央町 2004年10月1日 | 加賀郡 吉備中央町                    |
| 津高郡           | 豊岡上村         | 豊岡村                 | 豊岡村                    | 豊岡村                    | 豊岡村                                   | 加茂川町 1955年3月31日     | 加茂川町                   | 加茂川町                  | 加賀郡 吉備中央町 2004年10月1日 | 加賀郡 吉備中央町                    |
| 津高郡           | 豊岡下村         | 豊岡村                 | 豊岡村                    | 豊岡村                    | 豊岡村                                   | 加茂川町 1955年3月31日     | 加茂川町                   | 加茂川町                  | 加賀郡 吉備中央町 2004年10月1日 | 加賀郡 吉備中央町                    |
| 津高郡           | 福沢村           | 新山村                 | 新山村                    | 新山村                    | 新山村 1953年7月1日                      | 加茂川町 1955年3月31日     | 加茂川町                   | 加茂川町                  | 加賀郡 吉備中央町 2004年10月1日 | 加賀郡 吉備中央町                    |
| 津高郡           | 尾原村           | 新山村                 | 新山村                    | 新山村                    | 新山村 1953年7月1日                      | 加茂川町 1955年3月31日     | 加茂川町                   | 加茂川町                  | 加賀郡 吉備中央町 2004年10月1日 | 加賀郡 吉備中央町                    |
| 津高郡           | 篠目村           | 新山村                 | 新山村                    | 新山村                    | 新山村 1953年7月1日                      | 加茂川町 1955年3月31日     | 加茂川町                   | 加茂川町                  | 加賀郡 吉備中央町 2004年10月1日 | 加賀郡 吉備中央町                    |
| 津高郡           | 溝部村           | 新山村                 | 新山村                    | 新山村                    | 新山村 1953年7月1日                      | 加茂川町 1955年3月31日     | 加茂川町                   | 加茂川町                  | 加賀郡 吉備中央町 2004年10月1日 | 加賀郡 吉備中央町                    |
| 津高郡           | 杉谷村           | 江与味村               | 江与味村                  | 江与味村                  | 新山村 1953年7月1日                      | 加茂川町 1955年3月31日     | 加茂川町                   | 加茂川町                  | 加賀郡 吉備中央町 2004年10月1日 | 加賀郡 吉備中央町                    |
| 津高郡           | 粟井谷村         | 江与味村               | 江与味村                  | 江与味村                  | 新山村 1953年7月1日                      | 加茂川町 1955年3月31日     | 加茂川町                   | 加茂川町                  | 加賀郡 吉備中央町 2004年10月1日 | 加賀郡 吉備中央町                    |
| 津高郡           | 江与味村         | 江与味村               | 江与味村                  | 江与味村                  | 久米郡旭町 1953年7月1日                  | 久米郡 旭町                | 久米郡 旭町                | 久米郡 旭町               | 久米郡美咲町 2005年3月22日      | 久米郡 美咲町                        |

## 行政
歴代郡長
| 代 | 氏名 | 就任年月日               | 退任年月日                | 備考                   |
| -- | ---- | ------------------------ | ------------------------- | ---------------------- |
| 1  |      | 明治33年（1900年）4月1日 |                           |                        |
|    |      |                          | 大正15年（1926年）6月30日 | 郡役所廃止により、廃官 |